# Enzo Caselli
Enzo Caselli (Ferrara, 10 gennaio 1909 – 24 gennaio 1978) è stato un calciatore italiano, di ruolo portiere.

## Biografia
Anche il figlio Giordano fu calciatore.

## Carriera
Ha iniziato a difendere la porta della Spal il 4 maggio 1930 nella partita Spal-Faenza (5-0), giocando in Prima Divisione fino alla promozione in Serie B nella stagione 1932-33.
Ha esordito in Serie B nella stagione 1933-1934 con la SPAL il 10 settembre 1933 nella partita Spal-Pistoiese (4-0), squadra della sua città natale; nel corso della sua prima stagione nella serie cadetta si è alternato fra i pali con Bruno Terzi, subendo in totale 31 reti nelle 17 partite disputate. È rimasto in squadra anche l'anno seguente, nel quale ha subito 17 gol in 11 presenze. Nella stagione 1935-1936 ha invece giocato 19 partite, subendo 37 gol; a fine anno la squadra estense è retrocessa in Serie C, categoria in cui Caselli ha giocato dal 1936 al 1938, vincendo il campionato in quest'ultima stagione.
Nella stagione 1938-1939 ha giocato in Serie B con la maglia dello Spezia, subendo 27 gol in 17 partite.
In carriera ha giocato complessivamente 64 partite in Serie B, nelle quali ha subito un totale di 112 gol.

## Palmarès

### Club

#### Competizioni nazionali
- Prima Divisione: 3

SPAL: 1930-1931, 1931-1932, 1932-1933
- Serie C: 1

SPAL: 1937-1938